# Bad Königshofen
Bad Königshofen é um município da Alemanha, situado no distrito de Rhön-Grabfeld, no estado da Baviera. Tem 69,52 km² de área, e sua população em 2019 foi estimada em 6.013 habitantes.